# Карре, Франсуа
Франсуа́ Карре́ (Carré; 1510 — 1564) — летописец аббатства Бек, написавший очень ценную для истории Нормандии в XVI веке хронику.
В ней пересказываются события от падения Трои до 1563 под заглавием «Epitome in annales Becci». Издана аббатом Porée: «Chronique du Вес et chronique de François Carré» (Руан, 1883).